# Václav Klaus

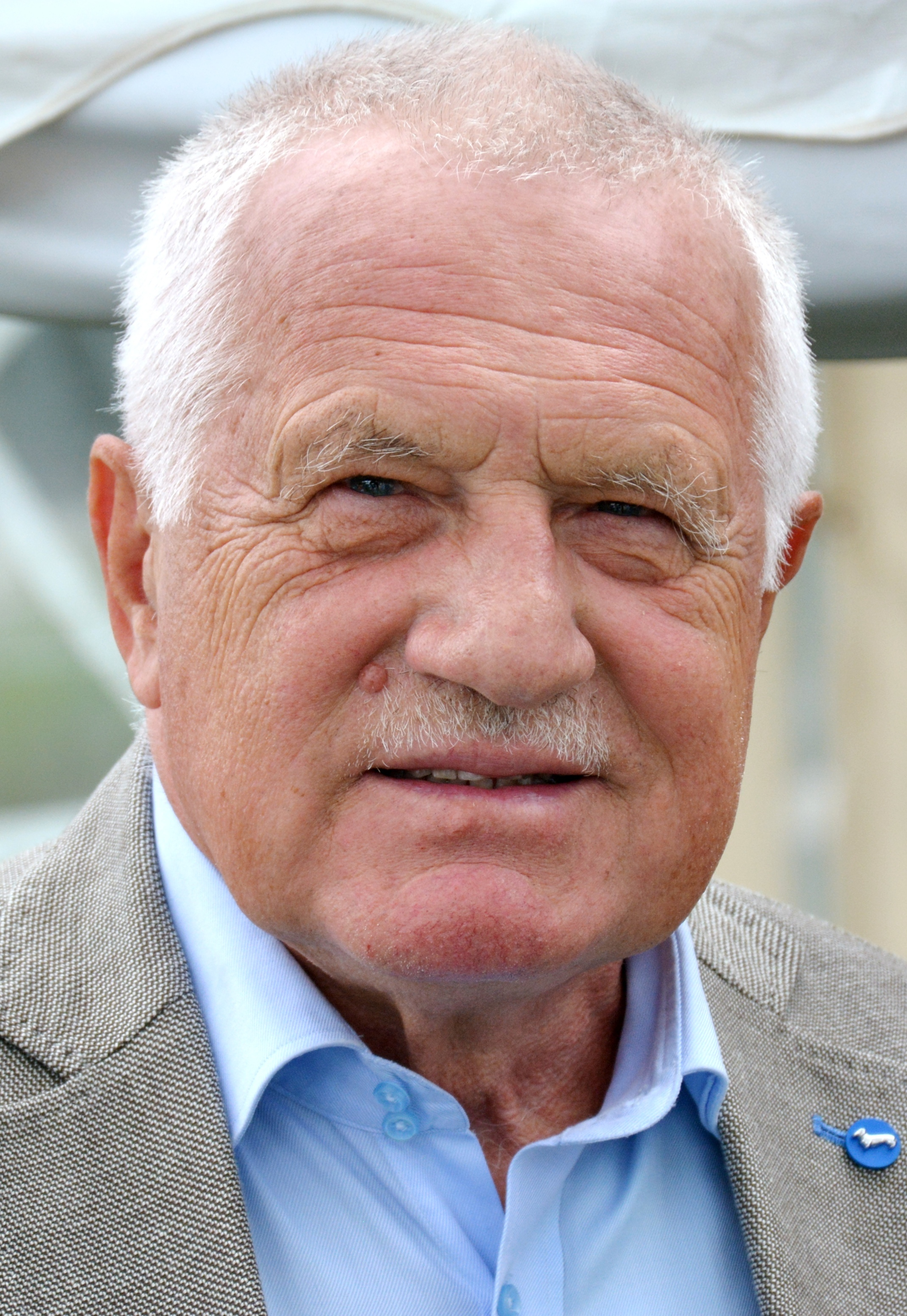
Václav Klaus (2015)

Václav Klaus (* 19. Juni 1941 in Prag, damals Protektorat Böhmen und Mähren) ist ein tschechischer Politiker und Wirtschaftswissenschaftler. Er war Vorsitzender des Bürgerforums (1990–1991) und der ODS (1991–2002). Zudem bekleidete er die höchsten Staatsämter der Tschechischen Republik: Von 1992 bis 1998 war er Ministerpräsident, von 1998 bis 2002 Vorsitzender des Abgeordnetenhauses und von 2003 bis 2013 Staatspräsident. Gemeinsam mit dem Slowaken Vladimír Mečiar verantwortete er die Teilung der Tschechischen und Slowakischen Föderativen Republik in zwei souveräne Staaten zum Jahresanfang 1993.

## Privates Leben und beruflicher Werdegang
Sein Studium der Außenhandelsökonomie schloss Klaus 1963 an der Wirtschaftsuniversität Prag (VŠE) ab. In den 1960er Jahren absolvierte er Studiengänge in Italien und den USA. Von 1971 bis 1986 arbeitete er an verschiedenen Stellen bei der Tschechoslowakischen Akademie der Wissenschaften (ČSAV), der damaligen Tschechoslowakischen Zentralbank (Státní banka československá, Tschechoslowakische Staatsbank, aus ihr gingen die Tschechische Nationalbank und die Slowakische Nationalbank hervor) und zuletzt beim Prognostischen Institut der Akademie der Wissenschaften (Prognostický ústav ČSAV), wo er sich mit Makroökonomie befasste. Er hielt Seminare und Vorlesungen an der ČNB ab, aber auch in privaten, den Dissidenten nahestehenden Kreisen. Bei diesen Treffen wurden auch nichtmarxistische ökonomische Theorien diskutiert. Mit den Dissidenten, etwa um Václav Havel, hatte er sich kaum identifiziert.
Er ist verheiratet mit Livia Klausová, geb. Mištinová, der Tochter eines früheren Mitarbeiters des Staatssicherheitsapparates der faschistischen Ersten Slowakischen Republik. Das Ehepaar Klaus hat zwei Söhne und fünf Enkelkinder. Sein Sohn Václav Klaus jun. war bis 2014 Direktor eines Prager Elitegymnasiums und wurde bei der Abgeordnetenhauswahl in Tschechien 2017 für die ODS Mitglied der Abgeordnetenkammer, allerdings wurde er im März 2019 aus der ODS ausgeschlossen. Daraufhin gründete Václav Klaus jun. eine eigene Partei namens Trikolóra hnutí občanů.

## Samtene Revolution, Finanzminister, ODS-Gründung
Während der Wende im November 1989, die in der Tschechoslowakei bald die „Samtene Revolution“ genannt wurde, und bei den anschließenden Neubesetzungen der höchsten Staatsämter fand Klaus zunächst Anschluss an die Kreise um den neuen Staatspräsidenten Václav Havel. Ab Oktober 1990 war er Vorsitzender der großen Bürgerbewegung Občanské fórum (Bürgerforum, OF). Bereits im Dezember 1989 wurde er in der ersten nichtkommunistischen Regierung Marián Čalfa I tschechoslowakischer Finanzminister, 1991 zudem Stellvertreter des Premiers.
Das Bürgerforum zerfiel 1991 in die linksliberale Bürgerbewegung (Občanské hnutí, OH) unter der Leitung von Außenminister Jiří Dienstbier und die konservativ-wirtschaftsliberale Demokratische Bürgerpartei (Občanská demokratická strana, ODS), deren Vorsitz Klaus übernahm und bis 2002 innehatte. Als Finanzminister setzte Klaus eine rasche und weitreichende Privatisierung durch, auch mittels der Coupon-Privatisierung. Der Transformationsprozess wird heute vielfach kritisiert, Klaus betrachtet ihn jedoch nach wie vor als Erfolg.

## Amtszeiten als Ministerpräsident und Parlamentspräsident

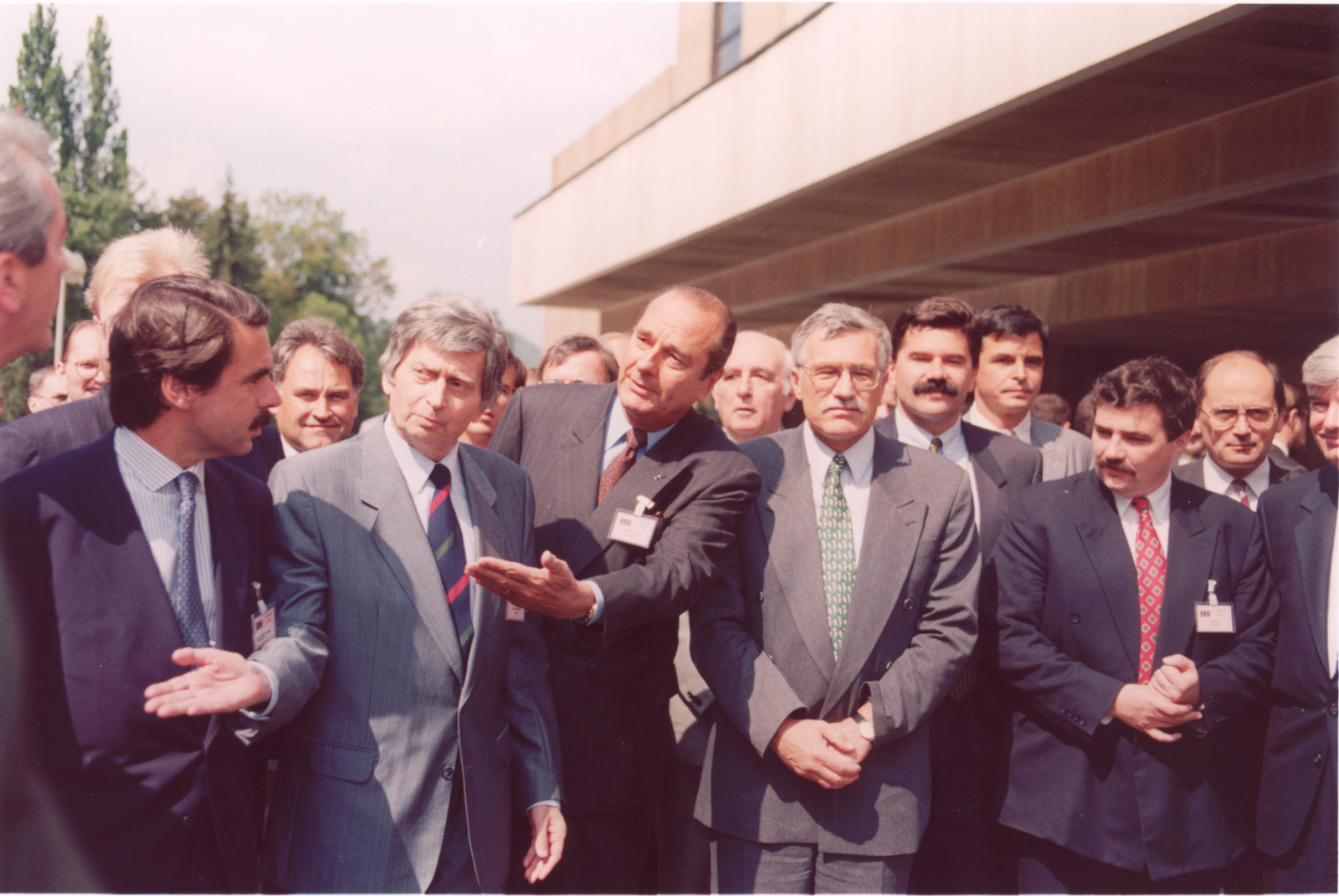
Klaus (erste Reihe, 2. v. r.) mit José María Aznar, József Antall und Jacques Chirac (1993)

Im Juli 1992 ging die ODS in der Tschechischen Republik sowohl bei den Wahlen zum Tschechischen Nationalrat als auch zum tschechoslowakischen Gesamtparlament (Federální shromáždění, Föderationsversammlung) als Sieger hervor. Klaus wurde daraufhin Premierminister der Tschechischen Republik, damals noch ein Teilstaat der Tschechischen und Slowakischen Föderativen Republik (ČSFR). Er kam zu der Überzeugung, dass ein weiteres Fortbestehen der Tschechoslowakei nicht effektiv war. Nach Verhandlungen mit dem slowakischen Premierminister Vladimír Mečiar wurde die Teilung des Gesamtstaates in zwei unabhängige Republiken am 1. Januar 1993 vollzogen, obwohl in beiden Landesteilen mehr als zwei Drittel der Bevölkerung Sympathien für einen Erhalt der Tschechoslowakei hatten. Von den Teilungsgegnern wird Klaus für seine Entscheidung bis heute kritisiert. 1996 wurde Klaus jedoch nach dem Wahlsieg der ODS im Amt des Premiers bestätigt.
Die Regierungszeit von Václav Klaus war geprägt von einer radikal marktorientierten Wirtschaftspolitik, dem Aufbau tschechischer Eigenstaatlichkeit und der Verankerung in westlichen Strukturen bei gleichzeitiger Kappung der Verbindungen nach Osteuropa. Während seine Regierung den Beitritt zur NATO trotz großer Skepsis in der Bevölkerung vorantrieb, verfolgte sie die Annäherung an die Europäische Union (EU) eher verhalten und mit teils deutlicher Kritik am Brüsseler „Dirigismus“. Klaus’ bisweilen autoritärer und von vielen Kritikern als arrogant bezeichneter Politikstil führte immer wieder zu Spannungen innerhalb der Regierungskoalition.
Mit dem Zerbrechen der Regierungskoalition infolge einer Spendenaffäre der ODS und des Austritts einzelner Politiker aus dieser Partei musste Klaus im November 1997 als Premierminister zurücktreten. Er blieb bis zur Amtsübernahme der Regierung Josef Tošovský unter dem parteilosen Premier Josef Tošovský  am 2. Januar 1998 noch geschäftsführend im Amt.
Seine Partei unterstützte nach den vorgezogenen Neuwahlen im Juli 1998 die Minderheitsregierung der ČSSD (Tschechische sozialdemokratische Partei). Klaus und Miloš Zeman, sein Nachfolger als Premier, unterschrieben den sogenannten „Oppositionsvertrag“, den sie gemeinsam auch initiiert hatten. Aufgrund einer Absprache wurde Klaus als Vertreter der ODS zum Vorsitzenden des Abgeordnetenhauses des Parlaments gewählt.
Nach der Wahlniederlage der ODS im Juni 2002 – nach der der Sozialdemokrat Vladimír Špidla Regierungschef wurde – trat Klaus als Parteivorsitzender zurück und wurde Ehrenvorsitzender der ODS. Auch den letztgenannten Posten in seiner ehemaligen Partei legte er am 6. Dezember 2008 nieder, nachdem er sich mit der neuen Parteiführung unter Mirek Topolánek wegen dessen aus seiner Sicht übermäßig EU-freundlichen Kurses überworfen hatte.

## Staatspräsident und politische Positionen

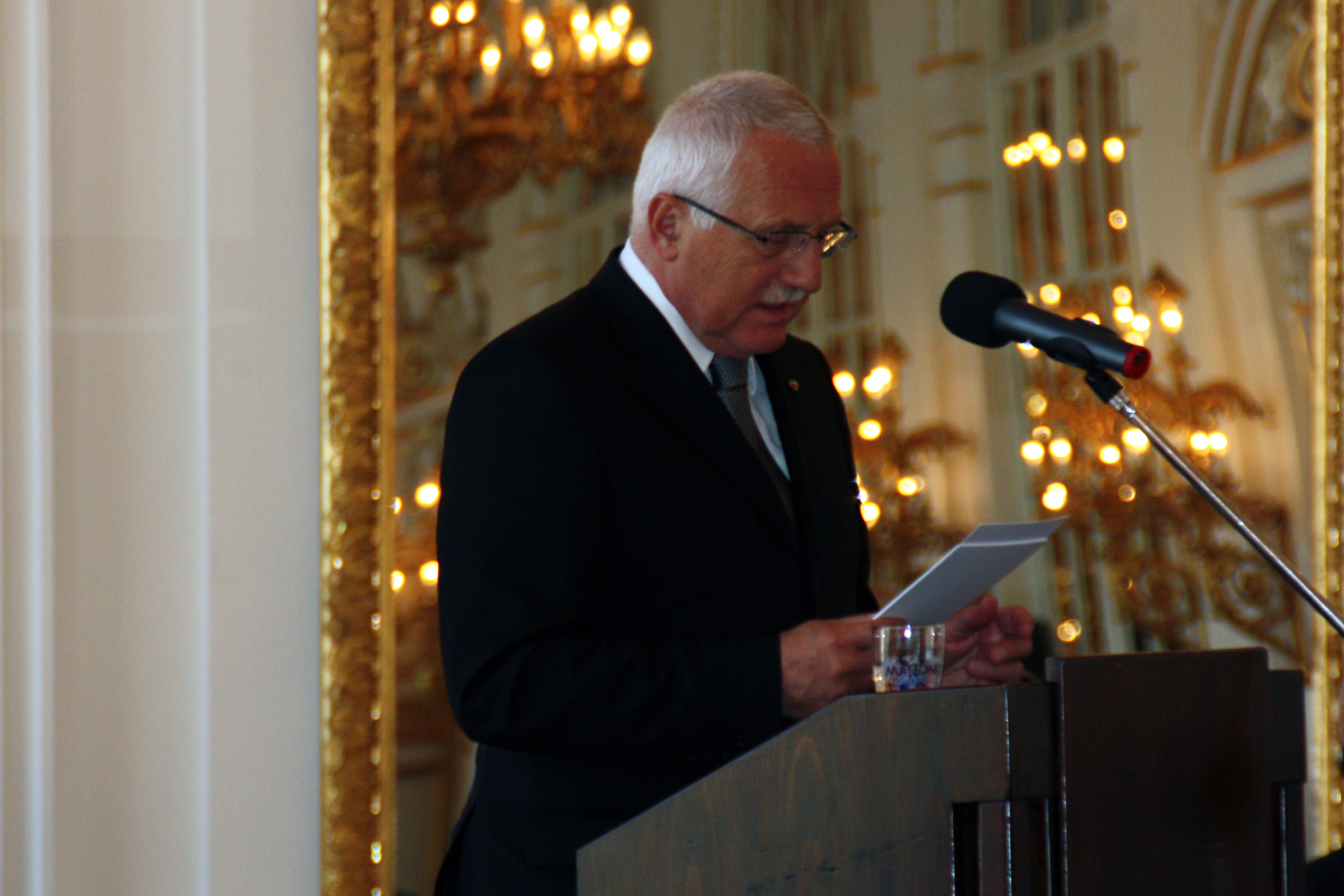
Václav Klaus als Staatspräsident (2009)

Am 28. Februar 2003 wurde Klaus mit knapper Mehrheit zum Präsidenten der Tschechischen Republik gewählt, nachdem der Posten des Staatsoberhaupts nach einigen gescheiterten Wahlversuchen fast einen Monat lang vakant gewesen war.
Am 15. Februar 2008 wurde Klaus für eine weitere Amtszeit als Präsident gewählt. In der dritten Abstimmung der zweiten Wahlrunde beider Kammern des Parlaments erhielt er die nötige Anzahl an Stimmen.
Klaus, der fließend deutsch spricht, bezeichnet sich selbst als Anhänger von Margaret Thatcher, Ronald Reagan, Milton Friedman und Friedrich Hayek.
Klaus sprach sich mehrfach gegen die rechtliche Gleichstellung Homosexueller aus und legte sein Veto gegen die Einführung der Eingetragenen Partnerschaft („registrované partnerství“) ein, die er als staatliche „Überregulierung“ bezeichnete. Das Parlament überstimmte das Veto im März 2006.
Václav Klaus sieht sich selber als einen klassischen Liberalen und Verfechter der freien Marktwirtschaft. Mit seinen politischen Positionen steht Klaus in deutlichem Gegensatz zu seinem Vorgänger im Präsidentenamt, Václav Havel, der einer seiner schärfsten Kritiker war.
Klaus ist ein ausgeprägter Klimawandelleugner, der in mehreren Reden, auch vor dem Europäischen Parlament und der UNO-Vollversammlung, die maßgebliche Rolle des Menschen an der globalen Erwärmung bezweifelte. In einem von ihm verfassten Buch (die deutsche Übersetzung Blauer Planet in grünen Fesseln: Was ist bedroht: Klima oder Freiheit? erschien 2007) bezeichnet er den Klimaschutz als „Öko-Terrorismus“; das Buch wurde in mehrere Sprachen übersetzt. Unter anderem verglich er globale Erwärmung mit dem Kommunismus und unterhielt sehr enge Verbindungen mit klimaskeptischen amerikanischen Lobbyorganisationen und Think Tanks wie dem Heartland Institute.
Klaus verteidigte die Beibehaltung der Beneš-Dekrete und hat sich mehrfach skeptisch zur EU geäußert. Insbesondere sieht er die Souveränität der einzelnen Mitgliedstaaten durch den Vertrag von Lissabon gefährdet, welchen er strikt ablehnt. In einer Rede vor dem Europäischen Parlament am 19. Februar 2009 bekräftigte er diese Ablehnung, woraufhin mehrere Abgeordnete aus Protest während der Rede den Plenarsaal verließen. Der Vertrag von Lissabon wurde von beiden Kammern des tschechischen Parlaments gebilligt, wurde aber bis zuletzt von Klaus blockiert, der seine Unterschrift verweigerte. Unmittelbar nach einer Entscheidung des tschechischen Verfassungsgerichts über die Eingabe einer Gruppe von Senatoren zum Vertrag von Lissabon hat Václav Klaus am 3. November 2009 die tschechische Ratifikationsurkunde zum Vertrag von Lissabon jedoch unterschrieben. Die Verfassungsrichter hatten bei der Verkündung ihrer Entscheidung betont, dass eine derartige Blockierung internationaler Abmachungen an Obstruktion grenze. Klaus wurde auch von Teilen der Öffentlichkeit und einigen Medien kritisiert, dass er seine Kompetenzen überschritten und seine persönliche Meinung als diejenige Tschechiens durchzusetzen versucht habe. „Die Tschechen leben nicht in einer präsidialen Diktatur oder in einem Präsidialsystem. Auch wenn Klaus die Regierung aufgefordert hat, mit der EU über einen Opt-out zu verhandeln, hat er dazu keine Kompetenz, da dies nach der tschechischen Verfassung ausschließlich eine Angelegenheit des Parlaments ist.“
Am 4. März 2013, wenige Tage vor seinem Ausscheiden aus dem Präsidentenamt, beschloss der Senat des Parlaments der Tschechischen Republik, Klaus vor dem Verfassungsgericht der Tschechischen Republik wegen Hochverrats anzuklagen. Begründet wurde der Vorwurf vor allem mit einer von Klaus am Jahresanfang 2013 verfügten Amnestie für mehrere Tausend Gefangene.  Aufgrund der Amnestie wurden auch Prozesse gegen der Finanzbetrügerei Beschuldigte eingestellt, die angeklagt waren, zahlreiche Menschen um beträchtliche Geldsummen gebracht zu haben. Daneben wurde die Klage mit wiederholten Verzögerungen bei der Ernennung von Verfassungsrichtern und der Weigerung begründet, mit seiner Unterschrift die Ratifikation des Vertrags über den Europäischen Stabilitätsmechanismus abzuschließen. Das Verfassungsgericht teilte am 27. März 2013 mit, es habe kein Verfahren eingeleitet, weil Klaus nicht mehr im Amt sei. Das Verfassungsgericht machte keine inhaltliche Äußerung zu den Vorwürfen.

## Nach Ende der Präsidentschaft
Vor dem Hintergrund des Konfliktes in der Ostukraine sagte Klaus im April 2014, nach seiner Meinung seien für die Situation in der Ukraine nicht Russland bzw. dessen Präsident Wladimir Putin verantwortlich zu machen, sondern vor allem der Westen, speziell die EU und die USA. Er bezeichnete den Konflikt als unlösbar.
Während der Flüchtlingskrise in Europa 2015 kritisierte er 2015 Bundeskanzlerin Angela Merkel und die deutsche Politik. Dass eine kollektive Zuwanderung langfristig positive Effekte habe, sei eine „naive Vorstellung“. Es sei „kindisch“ zu glauben, dass Einwanderer durch Umerziehung neue Menschen werden. Klaus äußerte Sorge um die Zukunft der europäischen Zivilisation. Die deutsche Politik erweise Europa einen Bärendienst.
Im April 2016 trat er als Gastredner auf dem Parteitag der Alternative für Deutschland (AfD) auf, wo er sich zu den Forderungen der Partei bekannte und als deren Fan bezeichnete. Über seinen wiederholten Auftritt bei der AfD berichteten ausführlich auch tschechische Medien, die selber die AfD als rechtspopulistisch einordneten und in diesem Zusammenhang Klaus zitierten, der die „Dämonisierung der Partei“ in „bestimmten politischen und intellektuellen Kreisen“ und in Medien in Deutschland als absurd bezeichnete.
Im November 2016 unterstützte Klaus als Redner bei einer Veranstaltung der österreichischen FPÖ deren Kandidaten für die Bundespräsidentenwahl, Norbert Hofer. Klaus erklärte, dass die „Massenmigration“ Europa auch ohne Terrorismus „zerstören“ werde und man „fast von einem Krieg in Europa sprechen“ könne. Auf der einen Seite stünden Personen wie Hofer, der FPÖ-Chef Strache und der neugewählte US-Präsident Donald Trump, auf der anderen Seite würde sich die „autistische, arrogante und aggressive“ Elite tummeln. Sie würde politische Korrektheit, Moralismus, Kulturmarxismus und Manipulation verkörpern – „wie Frau Merkel“.
Im Oktober 2019 trat Václav Klaus abermals bei einer AfD-Veranstaltung auf. Als Gastredner der bayerischen AfD-Landtagsfraktion am Festakt zum Tag der Deutschen Einheit am 3. Oktober 2019 unterstrich Klaus seine EU-Kritik und erklärte ferner, seine politische Position sei „nicht weit entfernt von der AfD-Position“.
Klaus vertrat auch nach dem russischen Überfall auf die Ukraine 2022 weiterhin prorussische Positionen.

## Ehrungen und Auszeichnungen
- Er ist Ehrendoktor der Finanzuniversität der Regierung der Russischen Föderation.
- Im Mai 1996 wurde ihm die Ehrendoktorwürde der wirtschaftswissenschaftlichen Fakultät der Universität Passau für seine Verdienste um die Einführung der Marktwirtschaft in der Tschechischen Republik verliehen.[32]
- 1996: Europäischer Handwerkspreis[33]
- 1999: Bernhard-Harms-Medaille des Instituts für Weltwirtschaft Kiel[34]
- 2004 war er Schirmherr des 19. Schleswig-Holstein Musik Festivals, das unter dem Motto Sehnsucht nach Prag stand.
- Im Februar 2007 erhielt er die Ehrendoktorwürde der Technischen Universität Dresden für sein Engagement als europäischer profilierter Wirtschaftsexperte und seinen Beitrag zur Einführung der freien Marktwirtschaft in der Tschechischen Republik.
- Im Oktober 2007 wurde er Ehrendoktor der Jan-Evangelista-Purkyně-Universität Ústí nad Labem in Aussig.[35]
- Im Dezember 2007 erhielt er die Puschkin-Medaille.[36]
- Am 10. Mai 2009 erhielt er aus der Hand von Altbundespräsident Roman Herzog in Freiburg im Breisgau den Internationalen Preis der Friedrich-August-von-Hayek-Stiftung für sein unentwegtes Engagement für eine freie Marktwirtschaft sowie sein jahrelanges, stetes Eintreten und seine große persönliche Nähe zu den Prinzipien, die Friedrich August von Hayek in seinen wissenschaftlichen Schriften entwickelt und verfochten hat.[37]
- 2009 erhielt er den Groß-Stern des Ehrenzeichens für Verdienste um die Republik Österreich.[38]
- Im März 2014 wurde er vom Cato Institute zum „distinguished senior fellow“ ernannt.[39] Bereits im September 2014 kappte das Cato Institute jedoch aufgrund seiner zwischenzeitlichen pro-russischen Aussagen alle Beziehungen zu Klaus.[25]

## Mitgliedschaften
Klaus ist Mitglied der Mont Pelerin Society und des Cato Institute. Im Dezember 2014 löste das Cato-Institut die Verbindung mit Klaus wegen dessen Verteidigung der russischen Haltung im Ukraine-Konflikt, wegen der er in Streit mit dem Präsidenten der Stiftung, dem früheren Berater Putins, Andrei Nikolajewitsch Illarionow, geraten war.

## Veröffentlichungen
- Europa?, context verlag, Augsburg 2011, ISBN 978-3-939645-35-1
- Blauer Planet in grünen Fesseln. Was ist bedroht: Klima oder Freiheit?, Carl Gerolds Sohn, Wien 2007, ISBN 978-3-900812-15-7
- Völkerwanderung: Kurze Erläuterung der aktuellen Migrationskrise (mit Jiří Weigl). Aus dem Tschechischen von Andrea Schneider. Waltrop; Leipzig: Edition Sonderwege, 2016, ISBN 978-3-944872-30-8